# Universidade de Chieti-Pescara
A Universidade de Chieti-Pescara "Gabriele d'Annunzio" (em italiano, Università degli Studi "Gabriele d'Annunzio" Chieti-Pescara, Ud'A) é uma instituição de ensino superior localizada em Chieti e Pescara, na região de Abruzos. A universidade foi fundada em 1965. 

## Ligação externa
- Página oficial